# دوار الشمس المفارق
دوار الشمس المُفارق نوع نباتي يتبع جنس دوار الشمس من الفصيلة النجمية.

## البيئة والانتشار
ينتشر في تكساس ونيومكسيكو في جنوب الولايات المتحدة.